# Palmeirais
Palmeirais là một đô thị thuộc bang Piauí, Brasil. Đô thị này có diện tích 1360,307 km², dân số năm 2007 là 13721 người, mật độ 10,09 người/km².